# Det grovmaskiga nätet
Det grovmaskiga nätet är en svensk-norsk-dansk miniserie från 2000 efter en roman av Håkan Nesser med samma namn, i regi av Martin Asphaug med Sven Wollter och Samuel Fröler i huvudrollerna. Serien hade Sverigepremiär den 2 januari 2000 och släpptes på DVD den 21 juni 2006.

## Handling
Jan Miller vaknar en dag upp med en kraftig bakfylla. Hustruns plats bredvid honom är tom och prydligt bäddad. I badrummet gör han en fasansfull upptäckt: hustrun ligger död i det vattenfyllda badkaret.
Polisen anländer under befäl av kommissarie Van Veeteren som snabbt kan konstatera att det inte handlar om någon olyckshändelse. Maken Jan Miller tas till förhör men säger att han inte minns någonting. Kommissarie Van Veeteren börjar ana att fallet är betydligt mer komplicerat än han först trott och att den mörka sanningen ligger djupt dold i det förflutna.

## Om serien
Serien är inspelad i Karlskrona i Blekinge.

## Skådespelare
- Samuel Fröler - Jan Miller
- Sven Wollter - Van Veeteren
- Claes Ljungmark - Münster
- Fredrik Hammar - Rooth
- Steve Kratz - Renberg
- Jonas Falk - Polischefen
- Lars Green - Rektorn
- Peter Engman - Carl Ferm
- Camilla Strøm Henriksen - Millers hustru Eva Ringmar
- Lena Granhagen - Fru Ringmar
- Frida Hallgren - Åsa, hotellreceptionist
- Åke Lundqvist - patient